# Hirtella glandulosa
Hirtella glandulosa là một loài thực vật có hoa trong họ Cám. Loài này được Spreng. mô tả khoa học đầu tiên năm 1820.

## Hình ảnh

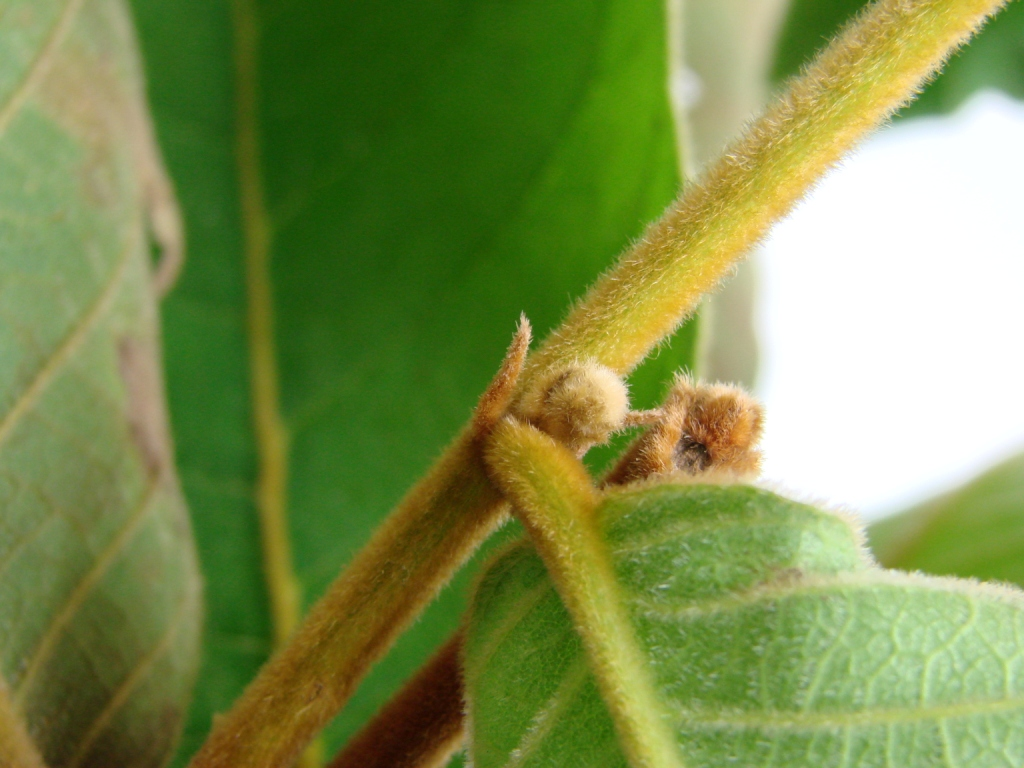
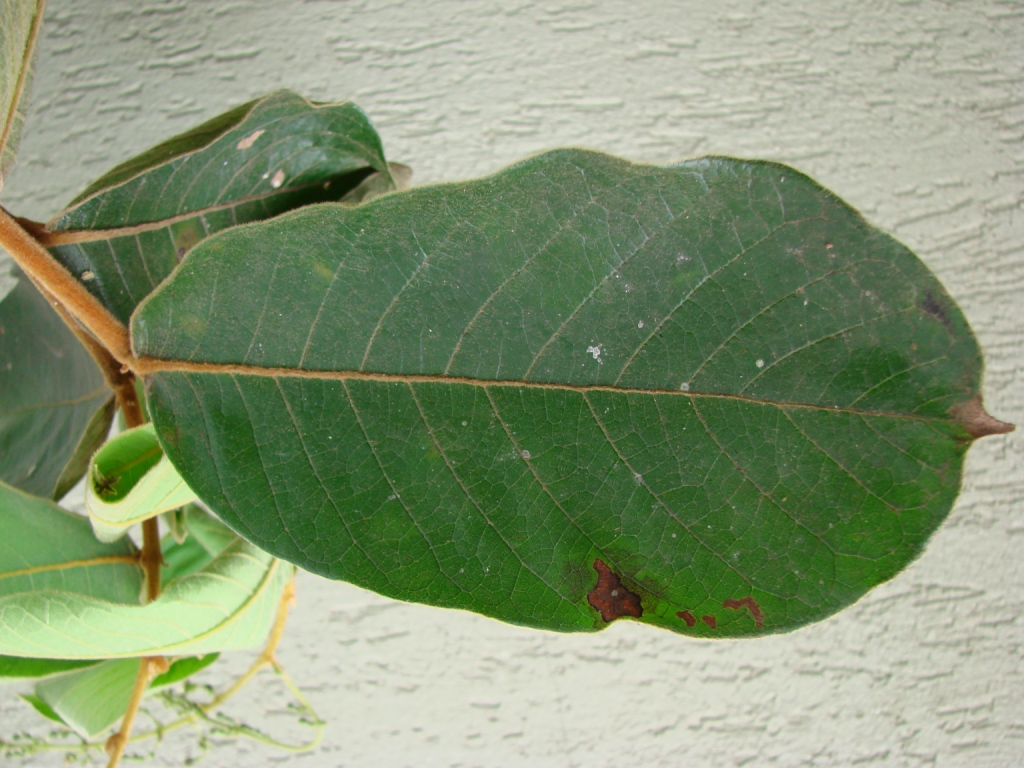